# الزا لونگینی
اِلزا لونگینی (فرانسوی: Elsa Lunghini‎؛ زادهٔ ۲۰ مهٔ ۱۹۷۳) یک هنرپیشه، ترانه‌سرا و خواننده اهل فرانسه است. وی از سال ۱۹۸۶ میلادی تاکنون مشغول فعالیت بوده‌است.
در سال ۱۹۸۶ میلادی، او جوان‌ترین خوانندهٔ فرانسوی بود که با ترانه «ترکم نکن» به صدر جدول ترانه‌های فرانسه راه یافت.
از فیلم‌ها یا برنامه‌های تلویزیونی که وی در آنها نقش داشته‌است می‌توان به «تحت بازداشت» (۱۹۸۱) اشاره کرد.